# 대전 고산사 목조석가모니불좌상
대전 고산사 목조석가모니불좌상은 대전광역시 동구 고산사에 있는 불상이다. 2005년 5월 9일 대전광역시의 유형문화재 제32호로 지정되었다.

## 개요
고산사 목조석가모니불좌상은 불상의 형식이나 전체적인 특징은17세기에 유행했던 불상의 형식적 특성을 잘 갗추고 있다. 오른쪽 어깨에 살짝 법의를 걸치고 오른쪽 팔꿈치 이하를 완전하게 노출시킨 착의법은 17세기 불상에서 흔히 보이는 특징으로 형식화된 단순한 옷주름 등에서 시대적 특징을 잘 보여주고 있다.
다만 着衣法 중 어깨에는 通肩式으로 표현하면서도 아랫배에 표현된 법의자락이 중간에서 갈라진 모습에서는 마치 오른쪽 팔에 편삼을 입은 조선후기 불상의 또 다른 형식을 따르고 있는 점으로 볼 때 조성시기는 다소 내려갈 수도 있다.

## 참고 문헌
- 고산사목조석가모니불좌상 - 국가유산청 국가유산포털